# Endrin
Endrin ist ein Insektizid, das vor allem im Baumwoll- und Getreideanbau verwendet wurde. Es wurde auch als Rodentizid zur Bekämpfung von Wühlmäusen eingesetzt (Handelsnamen: z. B. Mäuse-Kindrin, Fagazid-Wühlmausmittel). Seit dem 8. August 1982 ist diese Anwendung jedoch verboten.
Endrin ist ein starkes Nervengift. Im Körper von Menschen und Tieren wird Endrin weniger stark angereichert als das stereoisomere Dieldrin. Die Halbwertszeit im Boden kann bis zu zwölf Jahre betragen. Für Fische ist Endrin sehr giftig.

## Analytischer Nachweis
Der chemisch-analytische Nachweis in Umweltproben, Lebens- und Futtermitteln erfolgt, nach geeigneter Probenvorbereitung zur Abtrennung der Matrix sowie gaschromatographischer Abtrennung von Nebenkomponenten, mittels hochauflösender massenspektrometrischer Techniken wie der Flugzeitmassenspektrometrie (Time-Of-Flight-Massenspektrometrie). Das Europäische Arzneibuch legt als Grenzwert für Endrin-Rückstände in pflanzlichen Drogen 0,05 mg·kg−1 fest.

## Verbot
Im Stockholmer Übereinkommen vom 22. Mai 2001 wurde ein weltweites Verbot zur Herstellung, Verkauf und Anwendung von zwölf persistenten organischen Schadstoffen (POP = persistent organic pollutants) ratifiziert. Unter diesem „dreckigen Dutzend“ befindet sich auch Endrin. Seit dem 17. Mai 2004 hat das Übereinkommen, nach der Ratifizierung durch den 50. Beitrittsstaat, globale Rechtsgültigkeit erlangt.